# Lista över fornlämningar i Växjö kommun (Öjaby)
Lista över fornlämningar i Växjö kommun (Öjaby) är en förteckning av ett urval av de fornlämningar som finns i Öjaby i Växjö kommun.
| Namn                                   | Lämningstyp                      | Tillkomsttid | Historisk indelning | Plats | Läge                 | ID-nr          | Bild                                      |
| -------------------------------------- | -------------------------------- | ------------ | ------------------- | ----- | -------------------- | -------------- | ----------------------------------------- |
| Öjaby 1:1                              | Hällristning                     |              | Öjaby, Småland      |       | 56.959167, 14.761903 | 10077900010001 | Ladda upp en bild av detta fornminne      |
| Öjaby 2:1                              | Stensättning                     |              | Öjaby, Småland      |       | 56.954430, 14.760864 | 10077900020001 | Ladda upp en bild av detta fornminne      |
| Öjaby 2:2                              | Stensättning                     |              | Öjaby, Småland      |       | 56.954446, 14.761443 | 10077900020002 | Ladda upp en bild av detta fornminne      |
| Öjaby 3:1                              | Röse                             |              | Öjaby, Småland      |       | 56.955637, 14.760171 | 10077900030001 | Ladda upp en bild av detta fornminne      |
| Öjaby 3:2                              | Hällristning                     |              | Öjaby, Småland      |       | 56.955574, 14.760071 | 10077900030002 | Ladda upp en bild av detta fornminne      |
| Öjaby 3:3                              | Hällristning                     |              | Öjaby, Småland      |       | 56.955628, 14.760960 | 10077900030003 | Ladda upp en bild av detta fornminne      |
| Öjaby 4:1                              | Stensättning                     |              | Öjaby, Småland      |       | 56.955111, 14.760803 | 10077900040001 | Ladda upp en bild av detta fornminne      |
| Öjaby 4:2                              | Röse                             |              | Öjaby, Småland      |       | 56.955064, 14.760328 | 10077900040002 | Ladda upp en bild av detta fornminne      |
| Öjaby 4:3                              | Stensättning                     |              | Öjaby, Småland      |       | 56.955217, 14.760473 | 10077900040003 | Ladda upp en bild av detta fornminne      |
| Öjaby 4:4                              | Stensättning                     |              | Öjaby, Småland      |       | 56.955325, 14.760488 | 10077900040004 | Ladda upp en bild av detta fornminne      |
| Öjaby 5:1                              | Röse                             |              | Öjaby, Småland      |       | 56.953491, 14.759664 | 10077900050001 | Ladda upp en bild av detta fornminne      |
| Öjaby 5:2                              | Stensättning                     |              | Öjaby, Småland      |       | 56.953355, 14.759203 | 10077900050002 | Ladda upp en bild av detta fornminne      |
| Öjaby 5:3                              | Stensättning                     |              | Öjaby, Småland      |       | 56.953334, 14.760121 | 10077900050003 | Ladda upp en bild av detta fornminne      |
| Öjaby 6:1                              | Hällristning                     |              | Öjaby, Småland      |       | 56.955325, 14.758615 | 10077900060001 | Ladda upp en bild av detta fornminne      |
| Öjaby 7:1                              | Stensättning                     |              | Öjaby, Småland      |       | 56.951859, 14.759839 | 10077900070001 | Ladda upp en bild av detta fornminne      |
| Öjaby 7:2                              | Röse                             |              | Öjaby, Småland      |       | 56.951971, 14.760823 | 10077900070002 | Ladda upp en bild av detta fornminne      |
| Öjaby 8:1                              | Röse                             |              | Öjaby, Småland      |       | 56.954961, 14.765044 | 10077900080001 | Ladda upp en bild av detta fornminne      |
| Öjaby 9:1                              | Röse                             |              | Öjaby, Småland      |       | 56.954426, 14.764944 | 10077900090001 | Ladda upp en bild av detta fornminne      |
| Öjaby 11:1                             | Röse                             |              | Öjaby, Småland      |       | 56.953572, 14.764209 | 10077900110001 | Ladda upp en bild av detta fornminne      |
| Öjaby 12:1                             | Hällristning                     |              | Öjaby, Småland      |       | 56.949098, 14.759644 | 10077900120001 | Ladda upp en bild av detta fornminne      |
| Öjaby 13:1                             | Stenkammargrav                   |              | Öjaby, Småland      |       | 56.952625, 14.753454 | 10077900130001 | Ladda upp en bild av detta fornminne      |
| Öjaby 13:2                             | Stensättning                     |              | Öjaby, Småland      |       | 56.952597, 14.753176 | 10077900130002 | Ladda upp en bild av detta fornminne      |
| Öjaby 13:3                             | Stenkammargrav                   |              | Öjaby, Småland      |       | 56.952805, 14.753402 | 10077900130003 | Ladda upp en bild av detta fornminne      |
| Öjaby 13:4                             | Röse                             |              | Öjaby, Småland      |       | 56.952948, 14.753383 | 10077900130004 | Ladda upp en bild av detta fornminne      |
| Öjaby 14:1                             | Röse                             |              | Öjaby, Småland      |       | 56.950164, 14.754841 | 10077900140001 | Ladda upp en bild av detta fornminne      |
| Öjaby 15:1                             | Stensättning                     |              | Öjaby, Småland      |       | 56.952467, 14.776072 | 10077900150001 | Ladda upp en bild av detta fornminne      |
| Öjaby 16:1                             | Röse                             |              | Öjaby, Småland      |       | 56.945961, 14.753681 | 10077900160001 | Ladda upp en bild av detta fornminne      |
| Öjaby 16:2                             | Stensättning                     |              | Öjaby, Småland      |       | 56.946340, 14.754086 | 10077900160002 | Ladda upp en bild av detta fornminne      |
| Öjaby 17:1                             | Röse                             |              | Öjaby, Småland      |       | 56.948187, 14.750327 | 10077900170001 | Ladda upp en bild av detta fornminne      |
| Öjaby 20:1                             | Röse                             |              | Öjaby, Småland      |       | 56.942170, 14.765501 | 10077900200001 | Ladda upp en bild av detta fornminne      |
| Öjaby 21:1                             | Stensättning                     |              | Öjaby, Småland      |       | 56.940828, 14.766180 | 10077900210001 | Ladda upp en bild av detta fornminne      |
| Öjaby 22:1                             | Gravfält                         |              | Öjaby, Småland      |       | 56.935910, 14.744859 | 10077900220001 | Ladda upp en bild av detta fornminne      |
| Öjaby 23:1                             | Stenkammargrav                   |              | Öjaby, Småland      |       | 56.936332, 14.747868 | 10077900230001 | Ladda upp en bild av detta fornminne      |
| Öjaby 24:1                             | Röse                             |              | Öjaby, Småland      |       | 56.939777, 14.740635 | 10077900240001 | Ladda upp en till bild av detta fornminne |
| Öjaby 24:2                             | Röse                             |              | Öjaby, Småland      |       | 56.939787, 14.740947 | 10077900240002 | Ladda upp en bild av detta fornminne      |
| Öjaby 26:1                             | Röse                             |              | Öjaby, Småland      |       | 56.918098, 14.741860 | 10077900260001 | Ladda upp en bild av detta fornminne      |
| Öjaby 27:1                             | Stensättning                     |              | Öjaby, Småland      |       | 56.918724, 14.739667 | 10077900270001 | Ladda upp en bild av detta fornminne      |
| Öjaby 28:1                             | Stensättning                     |              | Öjaby, Småland      |       | 56.916479, 14.738242 | 10077900280001 | Ladda upp en bild av detta fornminne      |
| Öjaby 31:1                             | Stensättning                     |              | Öjaby, Småland      |       | 56.922953, 14.735717 | 10077900310001 | Ladda upp en bild av detta fornminne      |
| Öjaby 32:1                             | Stenkammargrav                   |              | Öjaby, Småland      |       | 56.914736, 14.736820 | 10077900320001 | Ladda upp en bild av detta fornminne      |
| Öjaby 32:2                             | Stensättning                     |              | Öjaby, Småland      |       | 56.914509, 14.736632 | 10077900320002 | Ladda upp en bild av detta fornminne      |
| Öjaby 33:1                             | Stensättning                     |              | Öjaby, Småland      |       | 56.915707, 14.736255 | 10077900330001 | Ladda upp en bild av detta fornminne      |
| Öjaby 37:1                             | Röse                             |              | Öjaby, Småland      |       | 56.939332, 14.726796 | 10077900370001 | Ladda upp en bild av detta fornminne      |
| Öjaby 39:1                             | Stensättning                     |              | Öjaby, Småland      |       | 56.935168, 14.746525 | 10077900390001 | Ladda upp en bild av detta fornminne      |
| Öjaby 39:2                             | Stensättning                     |              | Öjaby, Småland      |       | 56.934800, 14.746597 | 10077900390002 | Ladda upp en bild av detta fornminne      |
| Helga rör (Öjaby 40:1)                 | Röse                             |              | Öjaby, Småland      |       | 56.945662, 14.733684 | 10077900400001 | Ladda upp en bild av detta fornminne      |
| Öjaby 42:1                             | Röse                             |              | Öjaby, Småland      |       | 56.947583, 14.721846 | 10077900420001 | Ladda upp en bild av detta fornminne      |
| Öjaby 43:1                             | Röse                             |              | Öjaby, Småland      |       | 56.951223, 14.717180 | 10077900430001 | Ladda upp en bild av detta fornminne      |
| Öjaby 44:1                             | Hög                              |              | Öjaby, Småland      |       | 56.950749, 14.719516 | 10077900440001 | Ladda upp en bild av detta fornminne      |
| Öjaby 44:2                             | Röse                             |              | Öjaby, Småland      |       | 56.950384, 14.718972 | 10077900440002 | Ladda upp en bild av detta fornminne      |
| Öjaby 45:1                             | Stensättning                     |              | Öjaby, Småland      |       | 56.944958, 14.721542 | 10077900450001 | Ladda upp en bild av detta fornminne      |
| Öjaby 45:2                             | Stensättning                     |              | Öjaby, Småland      |       | 56.944673, 14.720963 | 10077900450002 | Ladda upp en bild av detta fornminne      |
| Tumlingerör (Öjaby 47:1)               | Röse                             |              | Öjaby, Småland      |       | 56.953337, 14.717570 | 10077900470001 | Ladda upp en till bild av detta fornminne |
| Öjaby 48:1                             | Röse                             |              | Öjaby, Småland      |       | 56.954558, 14.716847 | 10077900480001 | Ladda upp en bild av detta fornminne      |
| Öjaby 48:2                             | Röse                             |              | Öjaby, Småland      |       | 56.954415, 14.716918 | 10077900480002 | Ladda upp en bild av detta fornminne      |
| Öjaby 50:1                             | Gravfält                         |              | Öjaby, Småland      |       | 56.955614, 14.715930 | 10077900500001 | Ladda upp en till bild av detta fornminne |
| Öjaby 53:1                             | Stensättning                     |              | Öjaby, Småland      |       | 56.919251, 14.707522 | 10077900530001 | Ladda upp en bild av detta fornminne      |
| Öjaby 54:1                             | Stenkammargrav                   |              | Öjaby, Småland      |       | 56.940565, 14.700685 | 10077900540001 | Ladda upp en bild av detta fornminne      |
| Stora rör (Öjaby 55:1)                 | Stenkammargrav                   |              | Öjaby, Småland      |       | 56.936691, 14.695985 | 10077900550001 | Ladda upp en bild av detta fornminne      |
| Öjaby 57:1                             | Stensättning                     |              | Öjaby, Småland      |       | 56.910976, 14.738849 | 10077900570001 | Ladda upp en bild av detta fornminne      |
| Öjaby 58:1                             | Stensättning                     |              | Öjaby, Småland      |       | 56.911712, 14.738825 | 10077900580001 | Ladda upp en bild av detta fornminne      |
| Öjaby 59:1                             | Röse                             |              | Öjaby, Småland      |       | 56.911676, 14.740657 | 10077900590001 | Ladda upp en bild av detta fornminne      |
| Öjaby 60:1                             | Gravfält                         |              | Öjaby, Småland      |       | 56.903273, 14.738521 | 10077900600001 | Ladda upp en till bild av detta fornminne |
| Öjaby 65:1                             | Röse                             |              | Öjaby, Småland      |       | 56.903385, 14.723023 | 10077900650001 | Ladda upp en bild av detta fornminne      |
| Öjaby 66:1                             | Röse                             |              | Öjaby, Småland      |       | 56.904568, 14.724755 | 10077900660001 | Ladda upp en bild av detta fornminne      |
| Röset kallas Hönsarör (Öjaby 67:1)     | Gravfält                         |              | Öjaby, Småland      |       | 56.901548, 14.733391 | 10077900670001 | Ladda upp en bild av detta fornminne      |
| Öjaby 69:1                             | Röse                             |              | Öjaby, Småland      |       | 56.896333, 14.733712 | 10077900690001 | Ladda upp en bild av detta fornminne      |
| Öjaby 70:1                             | Stensättning                     |              | Öjaby, Småland      |       | 56.895212, 14.734585 | 10077900700001 | Ladda upp en bild av detta fornminne      |
| Öjaby 71:1                             | Stenkammargrav                   |              | Öjaby, Småland      |       | 56.890582, 14.736243 | 10077900710001 | Ladda upp en bild av detta fornminne      |
| Öjaby 76:1                             | Röse                             |              | Öjaby, Småland      |       | 56.933992, 14.669728 | 10077900760001 | Ladda upp en bild av detta fornminne      |
| Öjaby 77:1                             | Röse                             |              | Öjaby, Småland      |       | 56.932819, 14.671837 | 10077900770001 | Ladda upp en bild av detta fornminne      |
| Öjaby 78:1                             | Röse                             |              | Öjaby, Småland      |       | 56.934627, 14.665301 | 10077900780001 | Ladda upp en bild av detta fornminne      |
| Öjaby 79:1                             | Stenkammargrav                   |              | Öjaby, Småland      |       | 56.938393, 14.670564 | 10077900790001 | Ladda upp en bild av detta fornminne      |
| Öjaby 82:1                             | Stensättning                     |              | Öjaby, Småland      |       | 56.942077, 14.762909 | 10077900820001 | Ladda upp en bild av detta fornminne      |
| Öjaby 83:1                             | Röse                             |              | Öjaby, Småland      |       | 56.942372, 14.661722 | 10077900830001 | Ladda upp en bild av detta fornminne      |
| Öjaby 83:2                             | Grav markerad av sten/block      |              | Öjaby, Småland      |       | 56.942477, 14.661455 | 10077900830002 | Ladda upp en bild av detta fornminne      |
| Öjaby 84:1                             | Stensättning                     |              | Öjaby, Småland      |       | 56.941739, 14.668848 | 10077900840001 | Ladda upp en bild av detta fornminne      |
| Öjaby 84:2                             | Stensättning                     |              | Öjaby, Småland      |       | 56.941979, 14.668823 | 10077900840002 | Ladda upp en bild av detta fornminne      |
| Öjaby 84:3                             | Stensättning                     |              | Öjaby, Småland      |       | 56.942242, 14.668896 | 10077900840003 | Ladda upp en bild av detta fornminne      |
| Öjaby 84:4                             | Stensättning                     |              | Öjaby, Småland      |       | 56.941382, 14.668812 | 10077900840004 | Ladda upp en bild av detta fornminne      |
| Öjaby 85:1                             | Röse                             |              | Öjaby, Småland      |       | 56.949237, 14.781626 | 10077900850001 | Ladda upp en bild av detta fornminne      |
| Öjaby 86:1                             | Röse                             |              | Öjaby, Småland      |       | 56.949600, 14.782540 | 10077900860001 | Ladda upp en bild av detta fornminne      |
| Öjaby 100:1                            | Stensättning                     |              | Öjaby, Småland      |       | 56.944689, 14.720411 | 10077901000001 | Ladda upp en bild av detta fornminne      |
| Öjaby 102:1                            | Stensättning                     |              | Öjaby, Småland      |       | 56.923044, 14.719086 | 10077901020001 | Ladda upp en bild av detta fornminne      |
| Öjaby 103:1                            | Stensättning                     |              | Öjaby, Småland      |       | 56.924095, 14.719397 | 10077901030001 | Ladda upp en bild av detta fornminne      |
| Öjaby 104:1                            | Hällristning                     |              | Öjaby, Småland      |       | 56.922816, 14.706607 | 10077901040001 | Ladda upp en bild av detta fornminne      |
| Öjaby 105:1                            | Gravfält                         |              | Öjaby, Småland      |       | 56.922350, 14.706817 | 10077901050001 | Ladda upp en bild av detta fornminne      |
| Öjaby 112:1                            | Hällristning                     |              | Öjaby, Småland      |       | 56.913622, 14.745958 | 10077901120001 | Ladda upp en bild av detta fornminne      |
| Öjaby 114:1                            | Hällristning                     |              | Öjaby, Småland      |       | 56.917367, 14.744274 | 10077901140001 | Ladda upp en bild av detta fornminne      |
| Öjaby 124:1                            | Stensättning                     |              | Öjaby, Småland      |       | 56.931541, 14.747390 | 10077901240001 | Ladda upp en bild av detta fornminne      |
| Platsen kallas Helgaskog (Öjaby 126:1) | Husgrund, förhistorisk/medeltida |              | Öjaby, Småland      |       | 56.955004, 14.765307 | 10077901260001 | Ladda upp en bild av detta fornminne      |
| Öjaby 127:1                            | Hällristning                     |              | Öjaby, Småland      |       | 56.954551, 14.771891 | 10077901270001 | Ladda upp en bild av detta fornminne      |
| Öjaby 128:1                            | Stenkammargrav                   |              | Öjaby, Småland      |       | 56.955727, 14.780450 | 10077901280001 | Ladda upp en bild av detta fornminne      |
| Öjaby 129:1                            | Stenkammargrav                   |              | Öjaby, Småland      |       | 56.957858, 14.779140 | 10077901290001 | Ladda upp en bild av detta fornminne      |
| Öjaby 134:1                            | Hällristning                     |              | Öjaby, Småland      |       | 56.958129, 14.747953 | 10077901340001 | Ladda upp en bild av detta fornminne      |
| Öjaby 136:1                            | Stensättning                     |              | Öjaby, Småland      |       | 56.947820, 14.755382 | 10077901360001 | Ladda upp en bild av detta fornminne      |
| Öjaby 138:1                            | Röse                             |              | Öjaby, Småland      |       | 56.955774, 14.750618 | 10077901380001 | Ladda upp en bild av detta fornminne      |
| Öjaby 138:2                            | Stensättning                     |              | Öjaby, Småland      |       | 56.955877, 14.750720 | 10077901380002 | Ladda upp en bild av detta fornminne      |
| Öjaby 138:3                            | Stensättning                     |              | Öjaby, Småland      |       | 56.955871, 14.750496 | 10077901380003 | Ladda upp en bild av detta fornminne      |
| Öjaby 139:1                            | Hällristning                     |              | Öjaby, Småland      |       | 56.952291, 14.752057 | 10077901390001 | Ladda upp en bild av detta fornminne      |
| Öjaby 143:1                            | Hällristning                     |              | Öjaby, Småland      |       | 56.932953, 14.690206 | 10077901430001 | Ladda upp en bild av detta fornminne      |
| Öjaby 144:1                            | Hällristning                     |              | Öjaby, Småland      |       | 56.937362, 14.663471 | 10077901440001 | Ladda upp en bild av detta fornminne      |
| Öjaby 145:1                            | Röse                             |              | Öjaby, Småland      |       | 56.937449, 14.663661 | 10077901450001 | Ladda upp en bild av detta fornminne      |
| Öjaby 145:2                            | Stensättning                     |              | Öjaby, Småland      |       | 56.937331, 14.663771 | 10077901450002 | Ladda upp en bild av detta fornminne      |
| Öjaby 148:1                            | Hällristning                     |              | Öjaby, Småland      |       | 56.937001, 14.665949 | 10077901480001 | Ladda upp en bild av detta fornminne      |
| Öjaby 157:1                            | Röse                             |              | Öjaby, Småland      |       | 56.954578, 14.771370 | 10077901570001 | Ladda upp en bild av detta fornminne      |
| Öjaby 159:1                            | Hällristning                     |              | Öjaby, Småland      |       | 56.953395, 14.754917 | 10077901590001 | Ladda upp en bild av detta fornminne      |
| Öjaby 160:1                            | Hällristning                     |              | Öjaby, Småland      |       | 56.949891, 14.761605 | 10077901600001 | Ladda upp en bild av detta fornminne      |
| Öjaby 162:1                            | Hällristning                     |              | Öjaby, Småland      |       | 56.943569, 14.726297 | 10077901620001 | Ladda upp en bild av detta fornminne      |
| Öjaby 167                              | Hällristning                     |              | Öjaby, Småland      |       | 56.931713, 14.726083 | 12000000006532 | Ladda upp en bild av detta fornminne      |
| Öjaby 169                              | Gravfält                         |              | Öjaby, Småland      |       | 56.923614, 14.735961 | 12000000066439 | Ladda upp en bild av detta fornminne      |
| Flijs källare (Öjaby 173)              | Husgrund, förhistorisk/medeltida |              | Öjaby, Småland      |       | 56.927386, 14.687026 | 12000000086496 | Ladda upp en bild av detta fornminne      |